# Sourzac
Sourzac är en kommun i departementet Dordogne i regionen Nouvelle-Aquitaine i sydvästra Frankrike. Kommunen ligger i kantonen Mussidan som tillhör arrondissementet Périgueux. År 2022 hade Sourzac 1 127 invånare.

## Befolkningsutveckling
Antalet invånare i kommunen Sourzac
Referens:INSEE